# Murad Umahanov
Murad Umahanov (n. 3 ianuarie 1977, Hasaviurt, RSFS Rusă, URSS) este un luptător ce a reprezentat Rusia, medaliat olimpic. A participat la 2 ediții ale Jocurilor Olimpice (2000, 2004) în care a câștigat o medalie de aur.